# 黑龍江老村長酒業

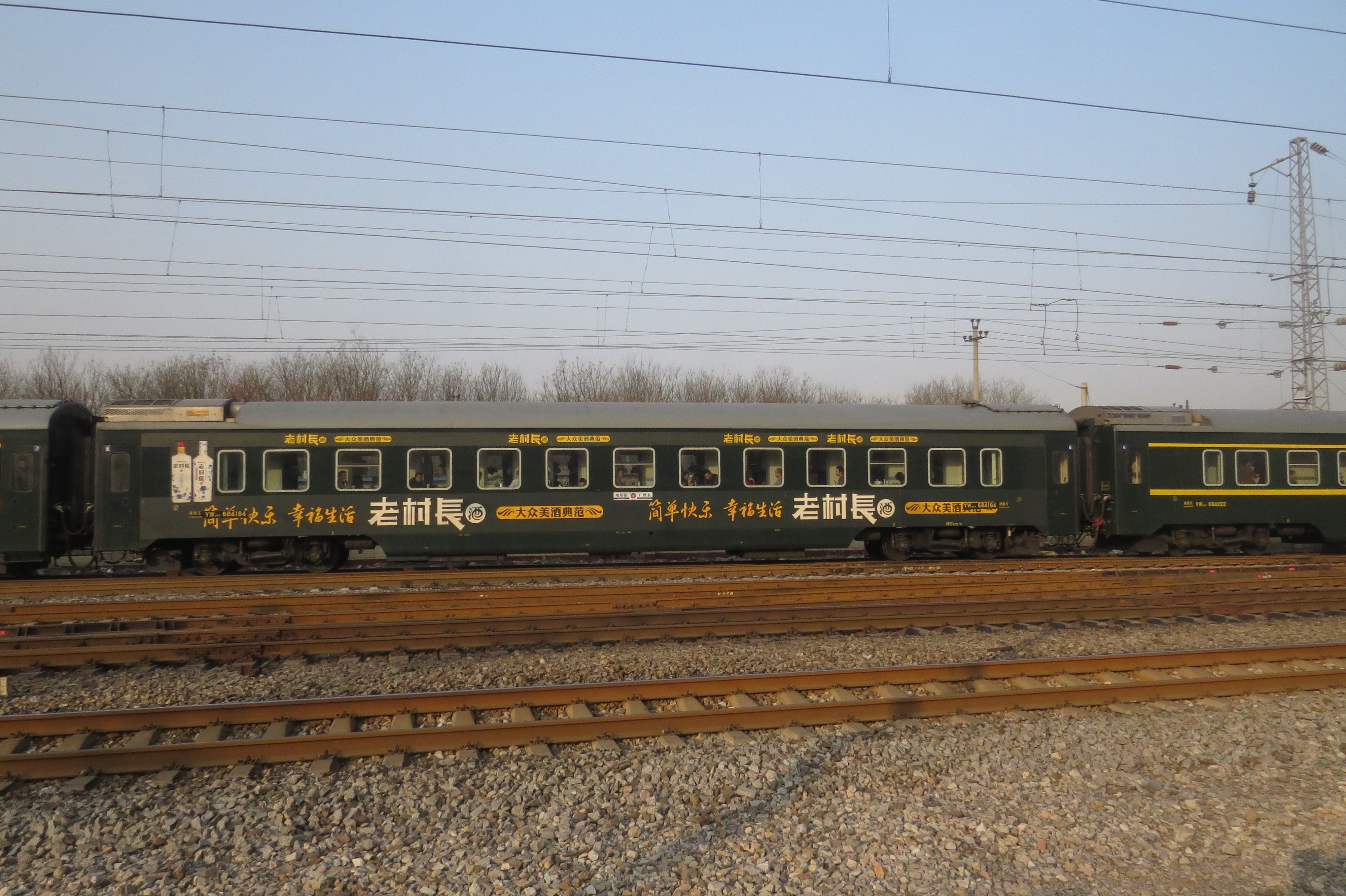
印有老村长广告的Z236/237、Z238/235次列车车体（2015年12月摄）

黑龍江老村長酒業為中華人民共和國大型的白酒生产型企业，年生产能力超过万吨，經法律程序認可為中国驰名商标。最初於縣、鄉、村3級主力市場開始量販，從郊區發跡再走入城市商場，主打農民、農民工和工薪階層的平價酒。
行銷範圍擴及20多省的老村長酒，前身為双城酿酒厂，2001年轉型為全民營資本企業，並長期包下中央電視台CCTV-12的普法欄目劇節目贊助。